# Họ Cá hố
Họ Cá hố (tên khoa học: Trichiuridae) là một họ chứa khoảng 44-45 loài cá biển săn mồi, theo truyền thống xếp trong phân bộ Scombroidei của bộ Perciformes, được tìm thấy trong các vùng biển rộng khắp thế giới. Các loài cá trong họ này có thân hình dài, thon mảnh, có chiều dài từ 18 cm như ở Benthodesmus suluensis tới trên 200 cm (như ở các loài Trichiurus lepturus, Lepidopus fitchi, Benthodesmus tenuis và Assurger anzac), và nói chung có màu lam ánh thép hay màu bạc, từ đó mà có tên gọi trong tiếng Anh của chúng (cutlassfish – nghĩa đen là cá dao, cá đoản kiếm). Chúng có các vây lưng và vây hậu môn bị tiêu giảm hoặc không có, làm cho chúng có bề ngoài giống như cá chình, và có các răng to giống như răng nanh.
Trong tiếng Anh, một vài loài được gọi là scabbardfish (nghĩa đen là cá bao kiếm) hay hairtail (nghĩa đen là đuôi tóc) hay frostfish (nghĩa đen là cá sương giá) do chúng xuất hiện vào cuối mùa thu và đầu mùa đông, vào khoảng thời gian xuất hiện những đợt sương giá đầu tiên.

## Phân loại
Trong phân loại gần đây, Betancur et al. (2013, 2014) đã xếp họ này vào bộ Scombriformers của loạt Pelagiaria.
Danh sách loài dưới đây lấy theo FishBase:
- Chi Aphanopus
  - Cá hố đen Thái Bình Dương A. arigato Parin, 1994
  - Aphanopus beckeri Parin, 1994
  - Aphanopus capricornis Parin, 1994
  - Aphanopus carbo Lowe, 1839 (cá hố đen)
  - Aphanopus intermedius Parin, 1983 (cá hố trung)
  - Aphanopus microphthalmus Norman, 1939 (cá hố mắt nhỏ)
  - Aphanopus mikhailini Parin, 1983 (cá hố Mikhailin)
- Chi Assurger
  - Assurger anzac Alexander, 1917 (cá hố lưng nhọn)
- Chi Benthodesmus
  - Cá hố thuôn, B. elongatus Clarke, 1879
  - Cá hố mắt to, B. macrophthalmus Parin & Becker, 1970
  - Cá hôi lôi thôi hay cá hố biển sâu đuôi nhỏ, B. neglectus Parin, 1976
  - Cá hố vây thưa, B. oligoradiatus Parin & Becker, 1970
  - Cá hố Bắc Thái Bình Dương, B. pacificus Parin & Becker, 1970
  - Cá hố Papua, B. papua Parin, 1978
  - Cá hố Simony, B. simonyi Steindachner, 1891
  - Cá hố Philippin, B. suluensis Parin, 1976
  - Cá hố thân mảnh, B. tenuis Günther, 1877
  - Cá hố Tucker, B. tuckeri Parin & Becker, 1970
  - Cá hố Vityaz, B. vityazi Parin & Becker, 1970
- Chi Demissolinea
  - Cá hố New Guinea, D. novaeguineensis Burhanuddin & Iwatsuki, 2003
- Chi Eupleurogrammus
  - Cá hố răng dài, E. glossodon (Bleeker, 1860)
  - Cá hố đầu nhỏ, E. muticus (Gray, 1831)
- Chi Evoxymetopon
  - Evoxymetopon macrophthalmus Chakraborty, Yoshino & Iwatsuki, 2006.[5]
  - Evoxymetopon moricheni Fricke, Golani & Appelbaum-Golani, 2014 [6]
  - Evoxymetopon poeyi Günther, 1887 (Cá hố Poey)
  - Evoxymetopon taeniatus Gill, 1863 (Cá hố Channel)
- Chi Lepidopus
  - Cá hố mào, L. altifrons Parin & Collette, 1993
  - Cá hố Hawaii, L. calcar Parin & Mikhailin, 1982
  - Cá hố bạc, L. caudatus (Euphrasen, 1788)
  - Cá hố Tây Phi đuôi tỏe, L. dubius Parin & Mikhailin, 1981
  - Cá hố Fitch, L. fitchi Rosenblatt & Wilson, 1987
  - Cá hố ma, L. manis Rosenblatt & Wilson, 1987
- Chi Lepturacanthus
  - Cá hố Coromandel, L. pantului (Gupta, 1966)
  - Lepturacanthus roelandti (Bleeker, 1860)
  - Cá hố đầu hẹp, cá hố trắng, cá hố cát, cá hố Savalani, L. savala (Cuvier, 1829)
- Chi Tentoriceps
  - Cá hố đầu cao, T. cristatus (Klunzinger, 1884)
- Chi Trichiurus
  - Cá hố trân châu, T. auriga Klunzinger, 1884
  - Trichiurus australis Chakraborty, Burhanuddin & Iwatsuki, 2005.[7]
  - Cá hố đuôi ngắn Trung Hoa, T. brevis Wang & You, 1992
  - Cá hố sông Hằng, T. gangeticus Gupta, 1966
  - Cá hố đầu rộng hay cá hố hột, T. lepturus Linnaeus, 1758
  - Trichiurus margarites Li, 1992
  - Trichiurus nanhaiensis Wang & Xu, 1992
  - Cá hố đuôi ngắn Australia, T. nickolensis Burhanuddin & Iwatsuki, 2003
  - Cá hố đuôi ngắn, T. russelli Dutt & Thankam, 1966

## Hình ảnh

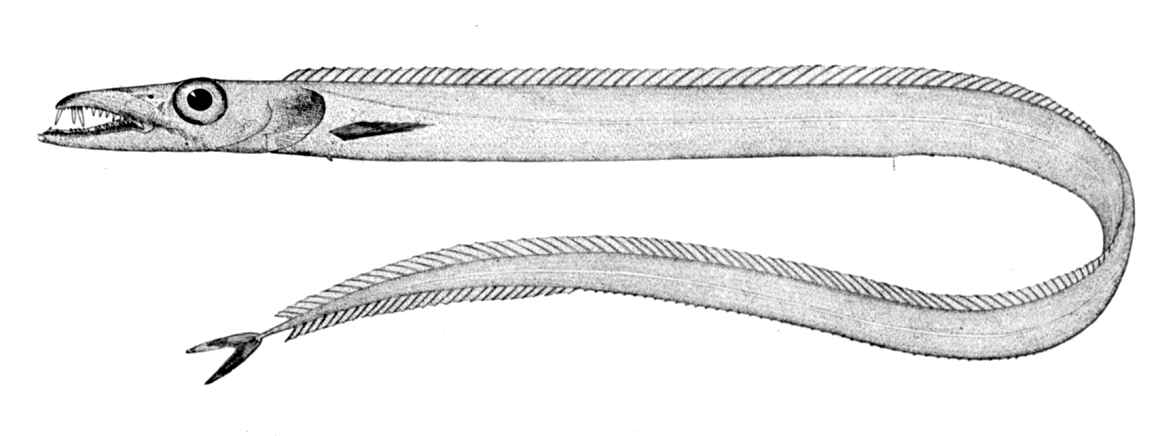
Benthodesmus simonyi
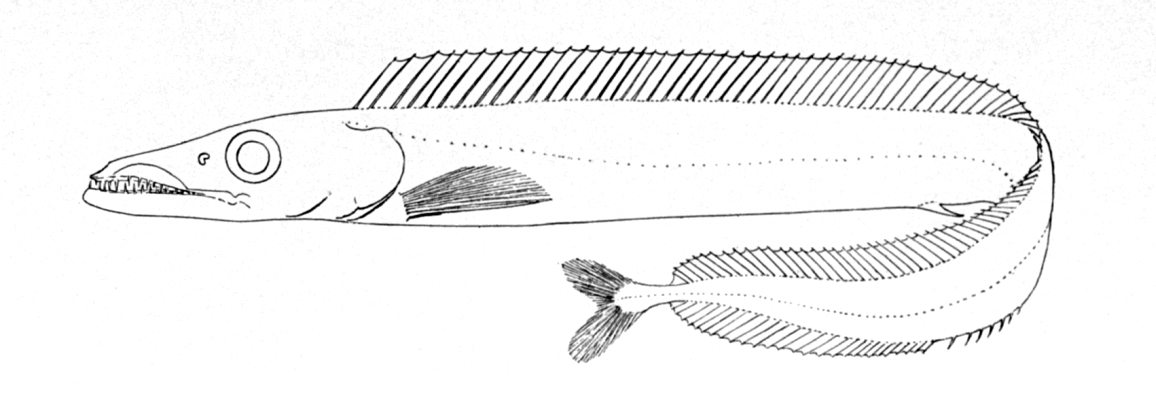
Aphanopus carbo